# Anisobas cephalotes
Anisobas cephalotes là một loài tò vò trong họ Ichneumonidae.